# Дубровное (Сладковский район)
Дубровное — упразднённая деревня в Сладковском районе Тюменской области. Входила в состав Лопазновского сельского поселения. В 1999 году исключена из учётных данных, в связи с прекращением существования.

## География
Располагалась на восточном берегу озера Дубровное, на расстоянии примерно 8 километров (по прямой) к юго-востоку от села Сладково.

## История
До 1917 года входила в состав Сладковской волости Ишимского уезда Тюменской губернии. По данным на 1926 год деревня состояла из 85 хозяйств. В административном отношении входила в состав Большовского сельсовета Сладковского района Ишимского округа Уральской области.

## Население
| 1989 |
| ---- |
| 9    |

По данным переписи 1926 года в деревне проживало 422 человека (200 мужчин и 222 женщины), в том числе: русские составляли 99 % населения, поляки — 1 %.